# 1940年の東京巨人軍
1940年の東京巨人軍（1940ねんのとうきょうきょじんぐん）では、1940年の東京巨人軍の動向をまとめる。
この年の東京巨人軍は、藤本定義監督の5年目のシーズンである。

## チーム成績
| 順位 | 球団         | 勝利 | 敗戦 | 引分 | 勝率 | ゲーム差 |
| ---- | ------------ | ---- | ---- | ---- | ---- | -------- |
| 優勝 | 東京巨人軍   | 76   | 28   | 0    | .731 | -        |
| 2位  | 阪神軍       | 64   | 37   | 3    | .634 | 10.5     |
| 3位  | 阪急軍       | 61   | 38   | 5    | .616 | 12.5     |
| 4位  | 翼軍         | 56   | 39   | 10   | .589 | 15.5     |
| 5位  | 名古屋軍     | 58   | 41   | 5    | .586 | 15.5     |
| 6位  | 黒鷲軍       | 46   | 54   | 4    | .460 | 28.0     |
| 7位  | 名古屋金鯱軍 | 34   | 63   | 7    | .351 | 38.5     |
| 8位  | 南海軍       | 28   | 71   | 6    | .283 | 45.5     |
| 9位  | ライオン軍   | 24   | 76   | 4    | .240 | 50.0     |

## できごと
- 8月3日 - 大連で行われた対タイガース戦で、三輪八郎にノーヒットノーランをやられる。巨人軍がノーヒットノーランをやられたのはこれが初。この後巨人がノーヒットをやられるのは、1959年に村山実（大阪）が達成した「ノーヒットアリラン」を除けば、1964年に中山義朗（中日）まで24年途絶える。だが巨人は翌8月4日から12連勝、「ノーヒット後の連勝」の最多記録となる。